# Konstantínos Karapános

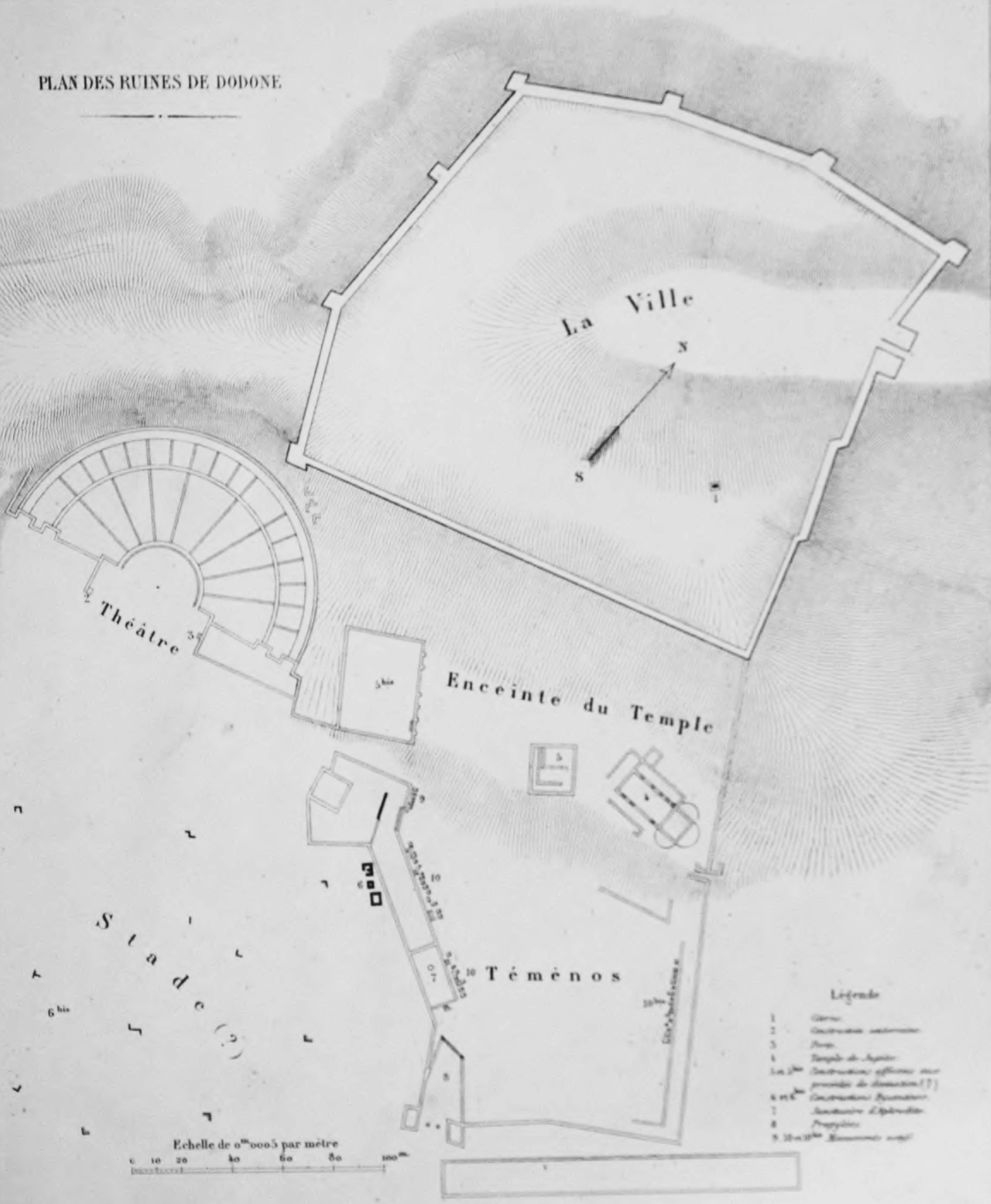
Plan des fouilles de Dodone par Constantin Carapanos, 1878

Konstantínos Karapános (grec moderne : Κωνσταντίνος Καραπάνος) (1840-1914) est un homme politique, archéologue et banquier grec, découvreur de l'oracle de Dodone en Épire.

## Biographie
Il est né à Arta, alors sous domination ottomane, dans une grande famille de la ville, originaire du village de Závitsa en Acarnanie. Son grand-père Konstantínos (el) était également un homme politique au moment de la Guerre d'indépendance grecque.
Après avoir suivi des études à Ioannina, Corfou et à l'université d'Athènes, où il obtient un doctorat de droit, il part à Paris comme attaché de l'ambassade de l'empire ottoman. En 1862, il s'installe à Istanbul et travaille dans la banque. Il devient rapidement un membre important de la communauté grecque de la capitale ottomane : membre puis président de la Société Philologique Grecque de Constantinople et membre du Conseil National Commun du Patriarcat, il figure parmi les grands bienfaiteurs grecs de la ville, en finançant de nombreuses écoles. Grand partisan du rattachement de l'Épire à la Grèce, il fait avancer sa cause grâce à ses nombreux contacts diplomatiques.
En 1882, il est élu pour la première fois membre du Parlement grec pour sa ville natale, Arta, qui venait d'être annexée par la Grèce en 1881. Entre 1890 et 1894 sa carrière politique est à son apogée, et il est successivement ministre des Finances, des Affaires maritimes et de la Justice de Grèce.
Ses activités archéologiques remontent à 1872 et 1873, lorsqu'il parcourt l'Épire dans le but d'acheter des terrains où il pense pouvoir découvrir l'oracle de Dodone. Il dirige les premières fouilles sur le site présumé du sanctuaire en 1875 : il découvre de nombreuses offrandes, des plaquettes oraculaires de plomb, et des décrets inscrits sur des feuilles de bronze, votés par la ligue épirote, qui permettent de confirmer l'identification du site. Les fouilles font l'objet d'une publication en deux volumes, à Paris, en 1878.
La collection qu'il a constituée, notamment à l'occasion de ces fouilles, est offerte au Musée national archéologique d'Athènes le 22 juin 1902. Elle inclut des objets de grande qualité, principalement des bronzes provenant des fouilles de Dodone, mais aussi des objets de terre cuite et de marbre, acquis par Karapános à Athènes et à l'étranger, mais aussi lors d'autres fouilles, à Corfou, et au sanctuaire d'Apollon Hyperteleatas à Phoinikè en Laconie. Une partie de cette collection Karapános est exposée au Musée archéologique national dans une salle qui porte son nom.
Il meurt le 22 mars 1914 à Athènes. De son épouse María Zográfou, sœur de Geórgios Christákis-Zográfos, il a eu deux fils, Pyrrhus et Aléxandros, ce dernier étant diplomate et ministre des Affaires étrangères de la Grèce.